# Bratři De Angelisové
Bratři De Angelisové jsou sourozenecká dvojice italských hudebníků, kterou tvoří bratři Guido (* 22. prosince 1944) a Maurizio (* 22. února 1947) De Angelisové. Společnou kariéru začali v roce 1963, kdy vydali LP. Během svého působení používali množství přezdívek, jednou ze známějších je Oliver Onions.

## Dílo
Ačkoliv vydali i mnoho původních hudebních alb, proslavila je hlavně hudba filmová, zvláště ta k filmům dvojice Bud Spencer a Terence Hill. Píseň Dune Buggy z filmu Jestli se rozzlobíme, budeme zlí z roku 1974 se dostala na vrchní příčky evropských hitparád.
Čeští diváci znají také jejich hudbu k seriálům Sandokan, Teta nebo Willy Fog na cestě kolem světa.